# Нижние Памъялы
Нижние Памъялы (мар. Ӱлыл Памъял) — деревня в Звениговском районе Республики Марий Эл. Входит в состав Кужмарского сельского поселения.

## География
Находится в южной части республики Марий Эл на расстоянии приблизительно 13 км по прямой на север от районного центра города Звенигово.

## История
Известен с 1859 года казённый выселок Нижний Памъял с 17 дворами и 106 жителями. В 1897 году количество жителей в деревне достигло 410 человек, в 1923 623 человека. В 1988 году в деревне насчитывалось 114 дворов, в которых проживали 377 человек. В советское время работали колхозы имени 14 лет Октября и имени Маркса.

## Население
Население составляло 318 человек (мари 99 %) в 2002 году, 312 в 2010.